# Économie du développement
L’économie du développement est une branche de l'économie qui applique des techniques modernes de l’analyse macroéconomique et microéconomique à l’étude des problèmes économiques, sociaux, environnementaux et institutionnels que rencontrent les pays dits en développement. Elle s'intéresse aux déterminants de la pauvreté et du sous-développement ainsi qu'aux politiques à mettre en œuvre pour permettre une meilleure évolution des pays en développement.

## Définition et objectifs
L'économie du développement est un ensemble de pratiques publiques et privées encourageant le développement économique d'un pays ou d'une région, en favorisant par exemple la propension à investir, innover, entreprendre, se former, travailler.
L'objectif est de réunir une masse critique de facteurs de production pour atteindre une croissance économique suffisante, permettant notamment une amélioration sensible du niveau de vie des habitants de la zone concernée et leur autonomisation.
L'économie du développement, en tant que branche à part entière de l'économie, émerge à la fin de la Seconde Guerre mondiale. Auparavant les études relatives aux pays pauvres faisaient partie de l'analyse de la croissance, sans qu'il y ait de théories spécifiques à ces pays. Ce n'est que dans les années 1950 que des économistes s'attachent à développer des outils propres aux pays en développement. Parmi les pionniers du développement on peut citer Paul N. Rosenstein-Rodan, Albert O. Hirschman, Arthur Lewis, Ragnar Nurkse, Gunnar Myrdal et Raúl Prebisch. Les premiers travaux des pionniers du développement ne distinguaient pas développement économique et croissance économique. Le développement signifiait obligatoirement l'obtention d'une croissance économique sur une longue période. Et inversement toute croissance créerait une amélioration du bien-être de la population et une diminution de la pauvreté. Les travaux s'intéressaient donc aux déterminants de la croissance. Les premières politiques préconisées portaient sur un investissement massif de façon à sortir du sous-développement et mettre en œuvre un cercle vertueux.
Par la suite les économistes du développement ont introduit la séparation entre développement et croissance. Le développement ne peut se faire sans un minimum de croissance, mais ce facteur n'est plus primordial et une politique de développement doit s'attacher également à réduire les inégalités ou satisfaire les besoins fondamentaux.
L'évolution de la pensée économique du développement est généralement découpée en trois phases.

### Les pionniers du développement
Le kémitisme montre que l'Afrique a contribué par l'Égypte au développement, aux définitions scientifiques et lettres grecques antiques, donc de l'occident. Jean-Baptiste Colbert, sous Louis XIV, a été un pionnier du développement du commerce par la protection des manufactures contre le négoce manufacturier de l'Empire Britannique, issu de la création de manufactures mondialisées par Élisabeth Ire, protectionnisme de Colbert repris ensuite par Alexander Hamilton pour le développement et l'exportation sans contrainte pour l'industrie par une banque nationale publique, au début du XIXe siècle, suivant la philosophie d'utilisation d'anciennes monnaies chinoises, puis par Simon Patten qui allait jusqu'à parler d'économie de l'abondance à la fin du XIXe siècle. Trois de ses élèves permirent le New Deal au XXe siècle par le Glass-Steagall Act.

### Le système mondial de Bretton Woods (1945-1960)
Dans le contexte d'après-guerre marqué par la décolonisation en Asie et en Afrique, du développement des institutions de Bretton Woods, avec la nationalisation de la Banque de France, puis durant la guerre froide (1947-1991) la lutte contre la pauvreté était vue comme un moyen de garder ces pays dans le camp occidental, l'économie du développement s'élabore. Les principaux travaux s'attachent à montrer les spécificités structurelles des pays en développement: les cercles vicieux de la pauvreté (Nurkse, John Kenneth Galbraith), le dualisme (Lewis 1955), la croissance équilibrée (Rosenstein-Rodan, Nurkse), la croissance déséquilibrée (Hirschman), les étapes de la croissance économique (Rostow), etc.
Le sentiment qui prédominait était un grand espoir, le sous-développement pourrait être résolu rapidement. À cette période, le développement était synonyme de croissance du revenu national. Le manque de capitaux étant le principal obstacle au développement, les politiques de développement s'orientaient vers une aide publique au développement inspirée du plan Marshall. Étant donné le manque de capitaux, la question de la meilleure allocation possible de l'investissement se posait avec acuité.
Le secteur clé des pionniers du développement était l'industrie. Les politiques de développement prônées dans cette période d'après-guerre s'évertuaient à lancer l'industrialisation des PED sur l'exemple de l'industrialisation des pays avancés.
Le modèle de Harrod-Domar mettait en lumière le besoin de capitaux des PED. Le taux de croissance dépendait du taux d'épargne ; le niveau bas de ce dernier dans les PED devait être compensé par l'aide étrangère. Rosenstein-Rodan allait dans le même sens. Du fait de l'indivisibilité de certains investissements, une grande poussée (big push) était nécessaire.
L'allocation des capitaux restait un sujet débattu, entre les partisans d'un investissement limité à certains secteurs (croissance équilibrée, Nurkse) et les partisans d'un investissement plus large (croissance déséquilibrée, Hirschman).

### La phase de radicalisation (début des années 1960 - fin des années 1970)
L'économie du développement s'est radicalisée au cours des années 1960. Le sous-développement est alors vu comme la résultante principalement de causes externes, relayées par la structure sociale interne (bourgeoisie "compradore" par exemple). Plusieurs théories vont dans ce sens: théorie de la dépendance, théorie de l'échange inégal (A. Emmanuel 1969), analyse centre-périphérie. Le principal auteur est sans doute Samir Amin, qui conclut à l'impossibilité pour les pays pauvres de se développer autrement qu'en coupant les ponts avec les pays industrialisés, et en mettant en œuvre un développement autocentré.

### La période de la gestion de la crise (fin des années 1970 - 1995)
Les rapports économiques entre le centre et la périphérie sont marqués par le paradigme de la dépendance. L'économie monde est un système entretenu par les conséquences de ces rapports. Le sous-développement est la perpétuation de l'état néo-colonial, dans lequel les anciennes colonies sont devenues indépendantes, mais leur économie reste fortement dépendante des économies développées. La gestion de la crise est concédée aux institutions de Bretton Woods (FMI, Banque mondiale) à travers les plans d'ajustement structurel. L'objectif est de faire adhérer les pays du Sud à la dérégulation, au libéralisme économique et à l'ouverture des marchés, par le biais de mesures d'orthodoxie budgétaire, de dénationalisation, de thérapie de choc, big push et aide extérieure (Jeffrey Sachs). Cette conception du développement a été critiquée par William Easterly pour son paternalisme et son inefficacité.

### Abandon des politiques d'ajustement structurel, réorientation vers la lutte contre la pauvreté
À partir de 1999, les institutions des accords de Bretton Wood (FMI, Banque mondiale) intègrent les critiques qui ont été adressées aux mesures d'ajustement structurel en raison des échecs constatés, critiques qui remettent en cause la légitimité de ces institutions. Elles réorientent leurs actions vers la lutte contre la pauvreté, et passent du financement de projets ciblés à des financements budgétaires globaux. L'objectif affiché est de laisser les pays bénéficiaires décider eux-mêmes de l'allocation des fonds, et des mesures à prendre .
Toutefois, ce renouvellement est malgré tout limité, et la fondation de ce courant opposé au « consensus de Washington », qui intervient à un moment où la déréglementation a gagné du terrain, se heurte selon Elsa Assidon, à des intérêts financiers et industriels puissants, et à des technocraties d'État gagnées à la pensée libérale,. Le consensus apparent est donc moins clair qu'il n'y parait, car il fait abstraction des antagonismes d'intérêt et des processus de domination.

### Le micro-développement
Depuis la fin des années 1990, certains économistes du développement (notamment Michael Kremer, Esther Duflo, Ted Miguel, Abhijit Banerjee, Sendhil Mullainathan, etc.) ont développé des outils pour appréhender les impacts des politiques économiques au niveau microscopique et du développement d'expériences sur le terrain comme méthode d'analyse des causalités en économie. Ils ont propulsé la théorie de la randomisation, l'évaluation aléatoire et insistent sur les projets comme les micro-projets comme une stratégie de développement efficace quand on s'y prend rationnellement.
Avérée comme instrument empirique, la randomisation a revitalisé la discipline de l'économie du développement. Beaucoup parlent déjà d'une sous-discipline de la science économique, l'économie du micro-développement. Toutefois, les critiques n'ont pas tardé, car les résultats de ces évaluations devraient être limités à la situation qu'ils analysent. Rien ne dit qu'une mesure qui a réussi en Inde réussira aussi au Mexique ou au Kenya. De plus, ces méthodes supposent que certaines mesures soient appliquées à une partie seulement de la population (et refusées à d'autres), ce qui pose un problème éthique. Enfin, le coût élevé des enquêtes nécessaire pose un problème de rapport entre les résultats et le coût de l'information.

## Moyens du développement
Les pratiques favorisant le développement peuvent se situer au niveau des dispositions légales, de l'adaptation des infrastructures et de l'éducation, voire de certaines incitations financières. Robert Solow a examiné de près ces aspects, ainsi que les organismes publics (Banque mondiale) ou privés (Fondation Soros) chargés de promouvoir le développement.
La transition entre une économie sous-développée et une économie en développement suppose un cumul suffisant, dépassant un seuil critique d'initiative, d'adaptation culturelle, éducative, et législative, et de moyens matériels. En particulier, les exemples des pays émergents, y compris des plus importants en population tels que la Chine, l'Inde et le Brésil, ont montré que le démarrage économique a été favorisé par l'introduction de mesures d'encadrement économique relevant du keynésianisme comme la protection des industries naissantes (quoique cela relève aussi du libéralisme à travers le protectionnisme des industries dans l'enfance de Friedrich List), la bonification des crédits à l'exportation et à l'investissement, le maintien structurel d'un taux de change très inférieur à la parité du pouvoir d'achat de leurs monnaies, l'existence d'un secteur public relativement fort et sur le plan de l'investissement social et humain, des politiques volontaires de réforme agraire surtout en Asie de l'Est. Et aussi des politiques d'éducation, de santé, d'amélioration du statut de la femme et de possibilité d'accès à la contraception, politiques n'étant pas vraiment marquée du point de vue économique. Ces mesures interventionnistes ont été complétées principalement à partir des années 1970-80 par une libéralisation des initiatives privées relevant du libéralisme économique. Thomas Sterner est notamment un des théoriciens modernes des moyens politiques comme leviers de modification des comportements.

### Amorce du développement: lieux et secteurs
Concernant la nature et la localisation des projets d'amorce, on distingue :
- le développement partant de la base, à partir de micro-projets très localisés, associant la population et faisant confiance à son initiative ;
- et le développement à partir de gros projets d'investissements, qui bien que nécessaires et, pour certains, indispensables, peuvent avoir des effets plus aléatoires et moins « entraînants » pour le reste de l'économie.

Les théories modernes de développement (Michael Porter) insistent par ailleurs sur la notion de pôle de compétence géographique, où se regroupent des savoir-faire apportant une excellence, source d'avantage compétitif. Le pivot peut être une université dotée d'un centre de recherche de renom et très motivée par la coopération avec les entités économiques et financières. Deux exemples :
- La Silicon Valley regroupe ces trois compétences : universitaire (Stanford, Berkeley, Santa Clara), entreprises technologiques (la première fut Hewlett-Packard) et fonds de capital risque.
- Des pays émergents, comme l'Inde (Bangalore, Bombay pour la sous-traitance de logiciels informatiques et pour les principes actifs pour médicaments génériques), la Chine (industrie spatiale) et le Brésil (génétique agricole), jouent, outre des activités plus classiques à main-d'œuvre non qualifiée, ce rôle dans le domaine de l'avancée technologique.

### Les Objectifs du millénaire pour le développement
Réunis en septembre 2000 à l'occasion du Sommet du Millénaire, les dirigeants politiques du monde entier, sous l'égide des Nations unies, ont fixé un ensemble d'objectifs mesurables appelés les Objectifs du millénaire pour le développement, à atteindre d'ici à 2015.
Ces objectifs sont les suivants :
1. Réduire de moitié l'extrême pauvreté et la faim ;
2. Réduire de trois quarts la mortalité maternelle ;
3. Assurer l'éducation primaire pour tous ;
4. Combattre les maladies, en particulier le VIH/sida et le paludisme ;
5. Promouvoir l'égalité des sexes et l'autonomisation des femmes ;
6. Assurer un environnement durable ;
7. Réduire de deux tiers la mortalité des enfants de moins de cinq ans ;
8. Mettre en place un partenariat mondial pour le développement.

Ces objectifs nécessitent un engagement social fort. Le bilan est mitigé, car il n'est pas clair que les tendances aient été modifiées et les pays africains, comme il était prévisible, n'ont pas été en mesure d'atteindre les OMD. L'évaluation de la réduction de la pauvreté, par exemple, s'est appuyée sur des seuils établis à l'aide d'un calculateur de parité de pouvoir d'achat (PPA), comme le seuil de pauvreté fixé à 1,90 $/jour en PPA, afin de garantir la comparabilité entre les pays.
Après 2015, les Nations unies ont fait adopter des objectifs pour le développement durable, qui portent sur un beaucoup plus grand nombre d'indicateurs (http://www.undp.org/content/undp/fr/home/sdgoverview/post-2015-development-agenda.html)

## Types de pays par rapport au développement
Une distinction peut être faite entre
- pays développés,
- pays émergents (pays en voie de développement / pays en développement),
- et pays sous-développés.

Les aspects sociétaux diffèrent les uns des autres et leur étude fait l'objet de la sociologie du développement.
À noter qu'il peut y avoir déclin économique de pays jusque-là développés (par exemple, l'Argentine était une puissance économique au début du XXe siècle). Il peut provenir indépendamment de circonstances imprévisibles internes ou externes,
- soit d'erreurs économiques et d'imprévisions,
- soit d'un relâchement de l'attitude face aux efforts et adaptations nécessaires pour maintenir le développement, lequel n'est jamais assuré.

## Évolution des types de développement

### Développement durable
Certains prônent le développement durable ou la croissance durable, en gérant de façon parcimonieuse tout ce qui est ressources naturelles dont certaines pourraient se tarir ou se dégrader.
Cette gestion est certes nécessaire. L'économie moderne, dite économie post-industrielle (dont le secteur tertiaire, les activités de services, est de plus en plus important en termes d'effectifs employés et de PIB), est devenue plus sophistiquée. Elle relève de l'économie du savoir, dont l'un des déterminants est l'éducation, l'information, le savoir-faire, l'innovation.
En fait, malgré l'avènement de l'économie du savoir, il s'avère que les pays développés continuent d'être dépendants des ressources naturelles. Les pays émergents vont de leur côté passer par une phase industrielle, et consommer davantage de ressources naturelles.
En tous cas, le développement durable est considéré comme un objectif pour l'humanité et il conditionne les conditions de vie des générations futures.

### Décroissance
L'idée que l'humanité se « développe » en consommant des ressources limitées est ancienne en économie. Elle remonte au moins à David Ricardo et à Robert Thomas Malthus. La sonnette d'alarme avait été tirée dans les années 70 par le rapport du Club de Rome. Mais le contre-choc pétrolier de 1984 a montré que l'épuisement inéluctable des ressources n'était ni un problème simple ni une évolution linéaire. L'idée de décroissance s'est progressivement répandue. Mais peu d'économistes pensent qu'elle concerne aussi les pays en développement, dans lesquels la consommation est faible pour la plus grande partie de la population. La réduction du PIB dans les pays industrialisés est prônée pour réduire l'impact sur les ressources non renouvelables, mais il n'est pas évident que ces politiques soient à court terme bénéfique pour la population des pays les plus pauvres, même si à terme les conséquences du changement climatique risque de les affecter fortement[réf. nécessaire].

## La question du modèle de développement
Lorsque le président Harry Truman a présenté son programme d'aide aux pays « sous-développés » lors de son discours d'investiture en 1949, il proposait d'apporter la connaissance technique des États-Unis et des autres pays développés aux régions du monde les moins avancées. Cela supposait implicitement que le mode de vie des États-Unis et des autres pays occidentaux pouvait inspirer le développement du reste du monde, et qu'il constituait un modèle à exporter, qui s'intégrerait naturellement et aurait les mêmes effets. Ces conceptions ont assuré le triomphe d'une vision économétrique du développement, dans laquelle le niveau d'avancement des États était mesuré par un indicateur unique, le PNB par habitant.
Cette vision budgétaire statistique de la pauvreté a été critiquée par Amartya Sen, qui a proposé un modèle d'appréciation plus complet du développement, en proposant l'indice de développement humain (IDH) repris par la PNUD. Il a d'autre part développé un modèle d'analyse, les « capabilités », « qui invite à considérer la pauvreté au-delà des seuls aspects monétaires et à la penser en termes de libertés d’action, de capacités à faire ». Selon ses travaux, qui lui ont valu un Prix Nobel d'économie en 1998, cette liberté nécessaire pour lutter contre la pauvreté implique l'absence de tyrannie, l'existence d’opportunités économiques et de services publics, et la lutte contre l’intolérance.
Depuis les années 2000, les ONG, notamment le WWF, avançaient l'idée que l'impact environnemental des activités des pays les plus « développés » (Amérique du Nord, Europe), mesuré par l'empreinte écologique, était très supérieur à la capacité biologique de la planète. Pour ces organisations, le type de développement occidental n'est pas généralisable tel quel à l'ensemble de la planète. Des experts comme Jean-Marc Jancovici pensent également qu'il est illusoire de proposer au monde ce modèle hérité de la révolution industrielle, utilisant des énergies fossiles et ayant un impact beaucoup trop fort sur le climat.
Des alternatives sont proposées depuis les années 1990. Avec l'émergence de la notion de développement durable, on cherche en effet à concilier les aspects économiques, environnementaux, et sociaux du développement. Néanmoins, affirmer que le développement durable fournit la seule possibilité de modèle viable est présomptueux. D'abord, parce qu'il constitue pour l'instant surtout un objectif et que les actions peinent à suivre les bonnes paroles. Ensuite, parce que l'aide au développement doit respecter les spécificités culturelles des pays aidés, comme l'Unesco l'a souligné lors du sommet de la Terre de Johannesburg en 2002.

## Dans la fiction

### Littérature
- L'invention de la pauvreté de Tancrède Voituriez (2013) est une critique acerbe de l'économie du développement et du rôle des institutions internationales (et notamment de l'approche de Jeffrey Sachs)